# Aphelariopsis colombiana
Aphelariopsis colombiana är en svampart som först beskrevs av A.L. Welden, och fick sitt nu gällande namn av Jülich 1982. Aphelariopsis colombiana ingår i släktet Aphelariopsis och familjen Septobasidiaceae.   Inga underarter finns listade i Catalogue of Life.